# BWF Super Series 2015
De BWF Super Series 2015 is het 9de seizoen van de BWF Super Series, een internationale reeks badmintontoernooien.

## Schema
| Ronde | Officiële toernooinaam              | Stadion                      | Stad         | Datum        | Datum        | Prijzengeld US$ |
| Ronde | Officiële toernooinaam              | Stadion                      | Stad         | Start        | Einde        | Prijzengeld US$ |
| ----- | ----------------------------------- | ---------------------------- | ------------ | ------------ | ------------ | --------------- |
| 1     | All England Super Series Premier    | Barclaycard Arena            | Birmingham   | 3 maart      | 8 maart      | 500.000         |
| 2     | India Super Series                  | Siri Fort Indoor Stadium     | New Delhi    | 24 maart     | 29 maart     | 275.000         |
| 3     | Malaysia Open Super Series Premier  | Putra Indoor Stadium         | Kuala Lumpur | 31 maart     | 5 april      | 500.000         |
| 4     | Singapore Super Series              | Singapore Indoor Stadium     | Singapore    | 7 april      | 12 april     | 300.000         |
| 5     | Australian Open Super Series        | Sydney Olympic Park          | Sydney       | 26 mei       | 31 mei       | 750.000         |
| 6     | Indonesia Open Super Series Premier | Istora Senayan               | Jakarta      | 2 juni       | 7 juni       | 800.000         |
| 7     | Japan Super Series                  | Tokyo Metropolitan Gymnasium | Tokio        | 8 september  | 13 september | 275.000         |
| 8     | Korea Open Super Series             | SK Handball Stadium          | Seoul        | 15 september | 20 september | 600.000         |
| 9     | Denmark Super Series Premier        | Odense Sports Park           | Odense       | 13 oktober   | 18 oktober   | 650.000         |
| 10    | French Super Series                 | Stade Pierre-de-Coubertin    | Parijs       | 20 oktober   | 25 oktober   | 275.000         |
| 11    | China Open Super Series Premier     | Haixia Olympic Sport Center  | Fuzhou       | 10 november  | 15 november  | 700.000         |
| 12    | Hong Kong Super Series              | Hong Kong Coliseum           | Kowloon      | 17 november  | 22 november  | 350.000         |
| 13    | Super Series Masters Finals         | Hamdan Sports Complex        | Dubai        | 9 december   | 13 december  | 1.000.000       |

### Winnaars
| Toernooi        | Mannen enkel  | Vrouwen enkel     | Mannen dubbel                       | Vrouwen dubbel                          | Gemengd dubbel                              |
| --------------- | ------------- | ----------------- | ----------------------------------- | --------------------------------------- | ------------------------------------------- |
| All England     | Chen Long     | Carolina Marín    | Mathias Boe Carsten Mogensen        | Bao Yixin Tang Yuanting                 | Zhang Nan Zhao Yunlei                       |
| India           | Srikanth K.   | Saina Nehwal      | Chai Biao Hong Wei                  | Misaki Matsutomo Ayaka Takahashi        | Liu Cheng Bao Yixin                         |
| Maleisië        | Chen Long     | Carolina Marín    | Mohammad Ahsan Hendra Setiawan      | Luo Ying Luo Yu                         | Zhang Nan Zhao Yunlei                       |
| Singapore       | Kento Momota  | Sun Yu            | Angga Pratama Ricky Karanda Suwardi | Ou Dongni Yu Xiaohan                    | Zhang Nan Zhao Yunlei                       |
| Australië       | Chen Long     | Carolina Marín    | Lee Yong-dae Yoo Yeon-seong         | Ma Jin Tang Yuanting                    | Lee Chun Hei Chau Hoi Wah                   |
| Indonesië       | Kento Momota  | Ratchanok Intanon | Ko Sung-hyun Shin Baek-cheol        | Tang Jinhua Tian Qing                   | Xu Chen Ma Jin                              |
| Japan           | Lin Dan       | Nozomi Okuhara    | Lee Yong-dae Yoo Yeon-seong         | Zhao Yunlei Zhong Qianxin               | Joachim Fischer Nielsen Christinna Pedersen |
| Zuid-Korea      | Chen Long     | Sung Ji-hyun      | Lee Yong-dae Yoo Yeon-seong         | Nitya Krishinda Maheswari Greysia Polii | Zhang Nan Zhao Yunlei                       |
| Denemarken      | Chen Long     | Li Xuerui         | Lee Yong-dae Yoo Yeon-seong         | Jung Kyung-eun Shin Seung-chan          | Ko Sung-hyun Kim Ha-na                      |
| Frankrijk       | Lee Chong Wei | Carolina Marín    | Lee Yong-dae Yoo Yeon-seong         | Huang Yaqiong Tang Jinhua               | Ko Sung-hyun Kim Ha-na                      |
| China Open      | Lee Chong Wei | Li Xuerui         | Kim Gi-jung Kim Sa-rang             | Tang Yuanting Yu Yang                   | Zhang Nan Zhao Yunlei                       |
| Hong Kong       | Lee Chong Wei | Carolina Marín    | Lee Yong-dae Yoo Yeon-seong         | Tian Qing Zhao Yunlei                   | Zhang Nan Zhao Yunlei                       |
| Masters Finales | Kento Momota  | Nozomi Okuhara    | Mohammad Ahsan Hendra Setiawan      | Luo Ying Luo Yu                         | Chris Adcock Gabrielle Adcock               |

### Overwinningen per land
| Land       | ENG | IND | MAS | SIN | AUS | INA | JPN | KOR | DEN | FRA | CHN | HKG | SSF | Totaal |
| ---------- | --- | --- | --- | --- | --- | --- | --- | --- | --- | --- | --- | --- | --- | ------ |
| China      | 3   | 2   | 3   | 3   | 2   | 2   | 2   | 2   | 2   | 1   | 3   | 2   | 1   | 28     |
| Zuid-Korea |     |     |     |     | 1   | 1   | 1   | 2   | 3   | 2   | 1   | 1   |     | 12     |
| Japan      |     | 1   |     | 1   |     | 1   | 1   |     |     |     |     |     | 2   | 6      |
| Spanje     | 1   |     | 1   |     | 1   |     |     |     |     | 1   |     | 1   |     | 5      |
| Indonesië  |     |     | 1   | 1   |     |     |     | 1   |     |     |     |     | 1   | 4      |
| Maleisië   |     |     |     |     |     |     |     |     |     | 1   | 1   | 1   |     | 3      |
| Denemarken | 1   |     |     |     |     |     | 1   |     |     |     |     |     |     | 2      |
| India      |     | 2   |     |     |     |     |     |     |     |     |     |     |     | 2      |
| Thailand   |     |     |     |     |     | 1   |     |     |     |     |     |     |     | 1      |
| Hongkong   |     |     |     |     | 1   |     |     |     |     |     |     |     |     | 1      |
| Engeland   |     |     |     |     |     |     |     |     |     |     |     |     | 1   | 1      |